# Kľak (district de Žarnovica)
Kľak (allemand : Kleck, hongrois : Madarasalja) est un village de Slovaquie situé dans la région de Banská Bystrica.

## Histoire
La première mention écrite du village date de 1828.
En janvier 1945, les Allemands tuent 84 habitants de la ville (dont 36 enfants) et brûlent 132 maisons.

## Démographie

### Évolution de la population
| Année:               | 1994. | 2004.   | 2014.   | 2024.    |
| -------------------- | ----- | ------- | ------- | -------- |
| Nombre de personnes: | 251   | 242     | 218     | 168      |
| Différence:          |       | -3,58 % | -9,91 % | -22,93 % |

| Année:               | 2023. | 2024.   |
| -------------------- | ----- | ------- |
| Nombre de personnes: | 170   | 168     |
| Différence:          |       | -1,17 % |